# Cibolo (Texas)
Cíbolo es una ciudad ubicada en el condado de Guadalupe en el estado estadounidense de Texas. En el Censo de 2010 tenía una población de 15 349 habitantes y una densidad poblacional de 901,34 personas por km².

## Toponimia
El topónimo cíbolo es una palabra española de origen indígena para designar al bisonte. También puede ser un nombre que dieron los españoles a los bisontes cuando los vieron por primera vez en lo que ahora es Arizona durante una expedición en que buscaban la mítica ciudad de Cibola. Inicialmente utilizado para designar a un arroyo en Tejas donde los indios cazaban a las manadas de cíbolos, posteriormente se nombró con este nombre a la localidad cercana de Cíbolo.

## Geografía
Cíbolo se encuentra ubicada en las coordenadas 29°34′39″N 98°14′12″O / 29.57750, -98.23667. Según la Oficina del Censo de los Estados Unidos, Cíbolo tiene una superficie total de 17.03 km², de la cual 17.02 km² corresponden a tierra firme y (0.08%) 0.01 km² es agua.

## Demografía
Según el censo de 2010, había 15 349 personas residiendo en Cíbolo. La densidad de población era de 901,34 hab./km². De los 15 349 habitantes, Cibolo estaba compuesto por el 73.5% blancos, el 13.9% eran afroamericanos, el 0.53% eran amerindios, el 3.01% eran asiáticos, el 0.3% eran isleños del Pacífico, el 4.1% eran de otras razas y el 4.65% pertenecían a dos o más razas. Del total de la población el 23.62% eran hispanos o latinos de cualquier raza.